# Nafukovací panna

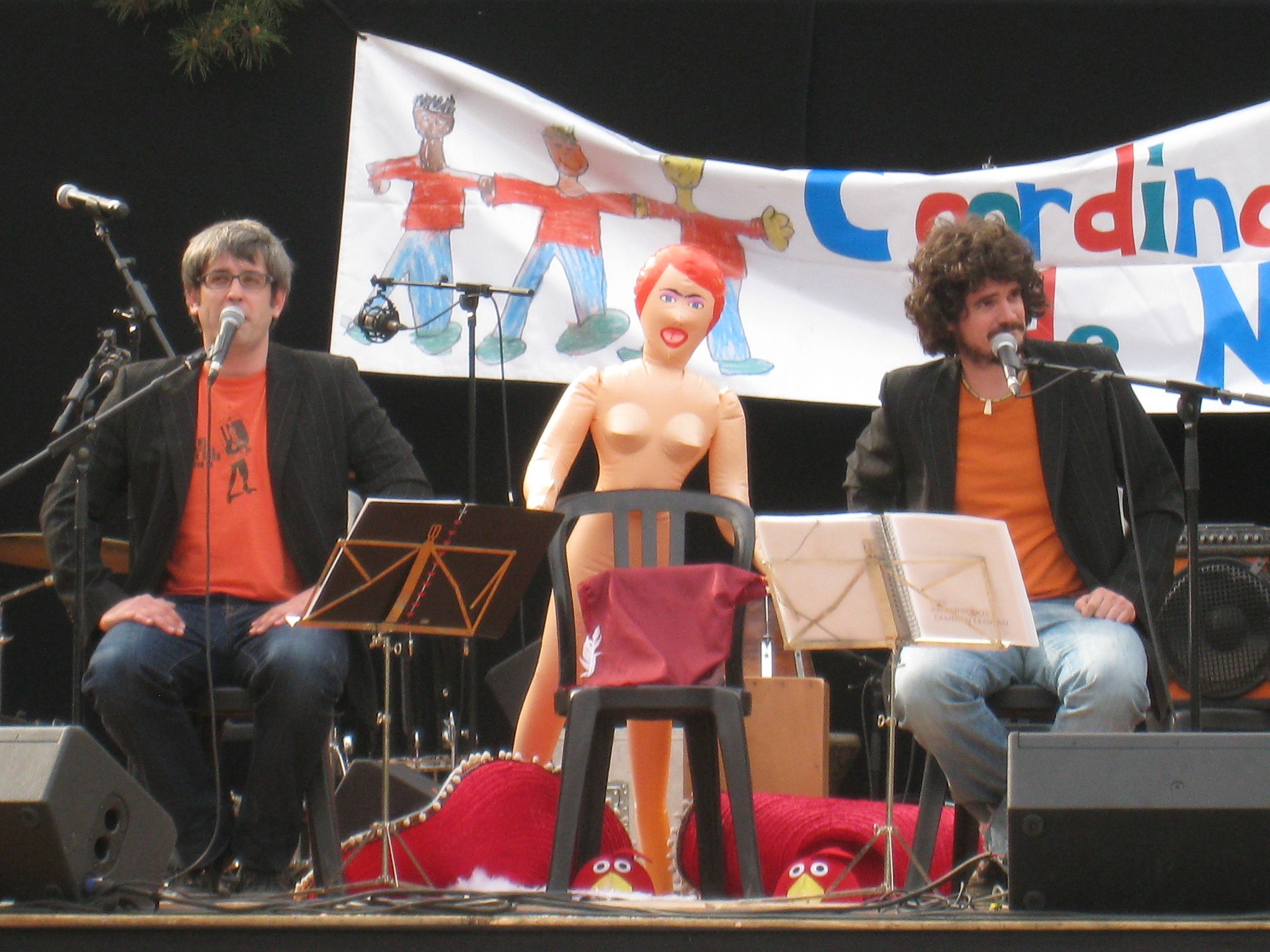
Nafukovací panna v netypickém prostředí

Nafukovací panna (také umělá panna) je erotická pomůcka znázorňující (velmi schematicky) ženskou postavu. Na rozdíl od ostatních pomůcek typu dildo, umělé vaginy aj. jde o znázornění celé postavy (hlava, ruce, nohy, trup). Před užitím je nutno použít lubrikační krém.

## Rozdíly mezi pannami
Liší se kvalitou – realitou – zobrazení (obličeje, ňader, pochvy), počtem preforovaných otvorů, do nichž lze zavést penis (standardní je počet tří otvorů: ústa (orální), pochva (vaginální, genitální) a konečník (anální)). Některé části mohou být z vrstveného plastu, jiné jsou výhradně nafukovací (obdobně, jako nafukovací lehátka na plavání).
Moderní výrobky obsahují i možnost aktivního pohybu pochvy tak, jak to vídáme u umělých vagin.
Liší se také použitým materiálem.

## Od nafukovacích k silikonovým pannám
V současné době jsou trendem silikonové panny. Začaly se vyrábět v USA během 70. let. Zlom nastal na konci 90. let. Jedním z prvních výrobců silikonových panen byl umělec Matt McMullen. Celou svou výrobu i vývoj postupně dokumentoval a publikoval na svých webových stránkách. Mattovi začaly přicházet dotazy od zájemců, zda jsou panny vyráběny i s realistickými pochvami, análním otvorem a ústy.

## Výhody užívání panen v lidské sexualitě
Bezpečné uspokojování fantazií (včetně parafilních) bez možného ohrožení jiného jedince, případně pomůcka rozšiřující paletu masturbačních aktivit jedince, vzácně párovou sexualitu.
V rámci iniciace pohlavního styku u mladých mužů jde o neškodnou pomůcku, užívanou k experimentům u vyzrávající sexuality (měla by být včas potlačena jako dominantní sexuální technika). Jako většina pomůcek je užívána i v pornoprůmyslu.
Dle nejnovějšího výzkumu britské Nottingham Trent University profesora Davida Luddena poskytují sexuální panny bezpečné východisko pro muže, kteří neměli v lásce štěstí. 

## Rizika užívání
Může vést k omezení, nebo ztrátě potřeby sexuálního kontaktu s jinými lidmi (sociálně – sexuální izolace), případně rozvíjet latentní sexuální abnormality (ztráta pojetí /odstupu/ mezi normální ženou a umělou pomůckou – vzácné). Vlastní užívání sexuálních pomůcek však deviaci či abnormálnost neimplikuje.
Nedostatečná hygienická péče může vést ke zdravotním rizikům (infekce, ekzémy, alergie, poranění penisu při nedostatečné lubrikaci gelem, nebo neobvyklé manipulaci). V případě řádné péče jsou tato rizika u kvalitních výrobků minimální. Psychická izolovanost u predisponovaných jedinců, kde sexualita s touto pomůckou je dominantním sexuálním chováním.